# Форкенбек, Макс фон

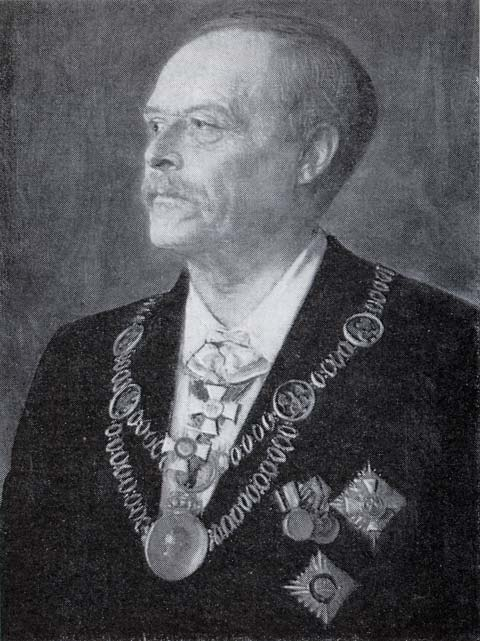
Макс фон Форкенбек

Макс Форкенбек (нем. Maximilian (Max) Franz August von Forckenbeck; 23 октября 1821, Мюнстер — 26 мая 1892, Берлин) — германский политический деятель либерального толка.

## Биография
Изучал право в Гисене и Берлине. В 1847 году поступил на службу в суд в Глогау.
Во время революционного движения Форкенбек был его горячим сторонником, хотя не из крайних; уже тогда наметилась та политическая программа, которой он в общих чертах остался верен всю жизнь: объединение Германии под главенством Пруссии на конституционно-монархическом начале. Рядом с возникшими в Глогау консервативным и демократическим клубами Форкенбек основал «конституционно-демократический» клуб и председательствовал в нём, обнаружив уже тогда ту способность, которая впоследствии создала ему славу «прирожденного председателя».
После торжества реакции он должен был отказаться от служебной карьеры и сделаться адвокатом в Морунгене (Восточная Пруссия), потом в Эльбинге (Западная Пруссия). Быстро создал себе славу замечательного адвоката и человека с твердыми, хотя и умеренными политическими убеждениями.
В 1858 году, во время «министерства новой эры», Форкенбек был выбран в Морунгене в прусскую палату депутатов, в которой он занял место в рядах более решительной тогда либеральной партии Финке и Шверина. В рядах этой партии он сразу завоевал себе видное место, обнаружив способность понимать действительное положение вещей (в момент всеобщего либерального увлечения министерством «новой эры» он уже ясно видел его слабость; впоследствии в 1865 году он совершенно отчётливо предсказал войны с Австрией и Францией).
Стремясь везде и всегда не доводить дело до резких конфликтов, как внутри партии, так и между партией и правительством, Форкенбек всегда искал почвы для возможных соглашений. Хотя и католик по религии, он был безусловным сторонником обязательного гражданского брака; однако когда правительство, внеся проект факультативного гражданского брака, сделало из него под давлением принца-регента кабинетный вопрос, то Форкенбек, сначала говоривший против, поспешил согласиться и увлек за собой значительную часть партии.
Однако Форкенбек не был вполне доволен своей партией, находя, что она недостаточно резко подчеркивает своё стремление к единству Германии. Ввиду этого он был одним из главных инициаторов организации новой Прогрессистской партии (1860). Во время конфликта (1862—1866) ландтага с правительством Форкенбек постоянно изыскивал компромиссы и способы для соглашений; он хотел вычеркивать из бюджета не все экстраординарные расходы (на реорганизацию армии), а лишь часть их, требуя за то от правительства признания бюджетного верховенства ландтага; стремление не давать «ни одного гроша, ни одного человека» этому министерству (Бисмарку), высказывавшееся левым крылом прогрессистской партии, было ему совершенно чуждо; ему казалось, что это обрекало ландтаг на пассивную роль простого «Nein-sagen», которое не может и не должно быть основанием реальной политики.
Крайне неблагоприятные для либералов выборы в ландтаг 1866 году, происходившие в самый день Кениггретцской битвы, отразились и на Форкенбек: он был забаллотирован в Морунгене, но выбран в Кёнигсберге. В новый ландтаг он явился с твердым намерением пойти навстречу правительству и добиться возвращения Пруссии на конституционную дорогу.
Так как избрание на пост президента палаты депутатов Грабова, председательствовавшего во время конфликта, было бы принято за знак непримиримости, то сам Грабов отказался баллотироваться, и кандидатом примирения с правительством явился Форкенбек, который и был избран. В качестве президента он сделал немало для улажения конфликта; между прочим, он, сообщая о поднесении им королю адреса палаты депутатов (25 августа 1866 года), умолчал о вызывающей ответной речи Вильгельма по адресу ландтага, содержание которой было, конечно, хорошо известно; в этом ему навстречу пошёл сам Бисмарк, заявивший, что королевская речь, сказанная в отсутствие ответственного министра, не имеет государственного значения.
В 1867 году Форкенбек был избран в учредительный рейхстаг, где в рядах национал-либералов боролся за некоторые изменения в правительственном проекте конституции Северо-Германского союза (благодаря ему норма армии для мирного времени в 1 % населения установлена на срок до конца 1871 года, а не навсегда, как хотело правительство), но все-таки голосовал за конституцию, между тем как прогрессисты, раздраженные отсутствием в ней министерской ответственности, голосовали против.
Выбранный в ландтаг в 1867 году в Кёльне, он явился в нём главным кандидатом на президентство; на этот раз прогрессисты голосовали против него, и он прошёл при поддержке национал-либералов и консерваторов. В следующие годы он сохранял как место депутата северогерманского, потом германского рейхстага, так и место депутата и президента ландтага. За это время он стал постоянным посетителем кронпринца, считавшего Форкенбека одним из своих ближайших друзей, и Бисмарка.
В 1872 году он был избран обер-бургомистром города Бреславля; вслед за этим он сложил с себя полномочия президента и члена палаты депутатов, но был послан Бреславлем в палату господ. В должности обер-бургомистра он обнаружил большую энергию и немало содействовал поднятию внешнего благоустройства города. В 1874 году, при господстве в рейхстаге Национал-либеральной партии, он был избран его президентом и приобрел своим беспристрастием такое уважение, что был переизбран не только в 1877, но и в 1878 году, когда национал-либералы потеряли своё первенствующее положение.
В 1879 году Форкенбек, бывший всегда убежденным фритредером, недовольный новым протекционистским направлением как правительства, так и своей национал-либеральной партии, сложил с себя полномочия президента рейхстага, но остался депутатом; он старался направить свою партию в области торговых вопросов в прежнее русло, а когда это не удалось, вышел из неё вместе с другими «сецессионистами»; в 1884 году вместе с ними он присоединился к новообразованной из прогрессистов и сецессионистов Партии свободомыслящих. Это вызвало сильное раздражение против него как Бисмарка, так и императора; последний отказался принимать Форкенбека, хотя тот в 1878 году сменил должность обер-бургомистра Бреславля на должность обер-бургомистра Берлина (переизбран почти единогласно в 1890 году).
Только с кронпринцем (будущим Фридрихом III) Форкенбек оставался в дружеских отношениях. В 1884 году один из округов провинции Саксонии, избиравший Форкенбека в рейхстаг с 1867 года, изменил ему в пользу консерватора, и Форкенбек остался вне рейхстага, равно как и прусской палаты депутатов; только в палате господ он заседал, как представитель Берлина. Лишь в 1890 году он вновь был избран в рейхстаг в одном из силезских округов.
Обер-бургомистром Берлина он оставался до смерти. Ему Берлин обязан электрическим освещением, прекрасной организацией трамваев, в значительной степени также своей замечательной чистотой. Обстоятельную биографию (может быть, слишком панегиристическую), ценную для истории национал-либеральной партии, представляет книга M. Philippson, «M. v. Forckenbeck» (Дрезден, 1898).